# Patricia Petibon
Patricia Petibon (Montargis, 1970. február 27. – ) francia énekművész, szoprán.

## Élete, munkássága
Petibon Montargisban, egy Párizstól délre fekvő kisvárosban született és nőtt fel, a szülei tanárok voltak. Nagybátyja festő volt, aki többek között Marc Chagall-lal dolgozott együtt a párizsi Palais Garnier mennyezetének újrafestésén. Gyermekként – saját kérésére – zongorázni tanult, majd zenetudományi alapképzést szerzett a Tours-i Konzervatóriumban. Tanulmányait a Párizsi Konzervatórium ének szakán folytatta. Tanárai között volt Rachel Yakar, a neves francia szoprán is, akit Petibon első mentorának tekint. A konzervatóriumban 1995-ben, első díjasként végzett. Énekesként 1996-ban debütált a párizsi Opéra Garnier-ben, Rameau Hippolütosz és Arikia című operájában. Ezután együtt dolgozott a Les Arts Florissants barokk zenei együttessel és vezetőjével, William Christie karmester-csembalóművésszel. Fellépett velük az Aix-en-Provence-i Fesztiválon, a Milánói Scalában, a Buenos Aires-i Teatro Colónban és a londoni Wigmore Hallban. Hamar a francia barokk elismert tolmácsolói között emlegették, és olyan régizene-előadókkal lépett fel, mint William Christie, John Eliot Gardiner, Marc Minkowski, Roger Norrington, Christophe Rousset és Nikolaus Harnoncourt.
Repertoárja gyorsan bővült, és bár sok elismerést kapott a barokk repertoárban végzett munkájáért, a klasszicista, a romantikus, majd a modern stílusban is megmutatta képességeit. Először Mozart Szöktetés a szerájból című operájában Blonde szerepét énekelte, aztán Richard Strauss Ariadne Naxos szigetén című operájában Zerbinetta, A rózsalovagban Sophie, Donizetti Don Pasqualéjában Norina, majd Offenbach Hoffmann meséiben Olympia szerepe következett. Pályafutása során ezt az utóbbi szerepet énekelte a legtöbbször. Számos nagy operaházban lépett fel, például a Deutsche Oper am Rheinben, a lyoni, a nancy-i, a toulouse-i és a strasbourgi operaházban, a párizsi Opéra Bastille-ban, a Wiener Staatsoperben stb., később Magyarországon is járt. 2006-ban Mozart 250. születésnapi ünnepségsorozatának egyik szólistája volt Salzburgban. 2006-ban a Nancy Operában Susannát énekelte Mozart Figaro házassága című művében, 2008-ban pedig a Genfi Nagyszínházban Ginevrát Händel Ariodantéjében. 2008 januárjában – az egyik énekes betegsége miatt – beugróként lépett fel a Theater an der Wienben, Poulenc Karmeliták párbeszédei című operájában, Blanche szerepében (ezt a szerepet 2013-ban a Théâtre des Champs-Elysées-ben is alakította). Ez év júniusában, ugyancsak a Theater an der Wienben Federico Moreno egy zarzuelajában szerepelt Plácido Domingo partnereként. Szintén 2008-ban Hérold Zampájában, az Opéra-Comique-ben Camille szerepét énekelte. 2015 júliusában Alcina címszerepét adta elő az Aix-en-Provence Fesztiválon, Philippe Jaroussky mellett. Fontos szerepe volt továbbá Donna Anna a Don Giovanniban, valamint Lulu, Alban Berg operájában. Utóbbi diadalmenetként jelent meg Genfben, Barcelonában és Salzburgban is, a The Guardian „egy életen át tartó előadásként” üdvözölte.
Petibon hangja rendkívül tiszta, még a felső tartományokban is, és mindenféle színt, árnyalatot és virtuozitást meg tud mutatni. A hangja, énekkultúrája az idők folyamán nagyon sokszínűvé, flexibilissé vált, ami valószínűleg a modern művek előadásához kapcsolható. Színpadi megjelenése parádés, a hangja mellett színészi játéka is magával ragadó. „A végső cél szinte kivétel nélkül mindig a teatralitás, illetve a színházi jelleg, az átmenetek játéka a tragikumból a komikumba, és hogy közben mindez valamiféle egységet alkosson” – nyilatkozta erről.
Patricia Petibont három Victoires de la musique classsique kategóriában tüntették ki, 1998-ban „Legjobb fiatal tehetségként”, 2001-ben és 2003-ban „Legjobb operaénekesként”. 2005-ben egy kisbolygót róla neveztek el: (348383) Petibon. 2020. február 18-án a montargisi Zene-, tánc- és színházkonzervatórium felvette Patricia Petibon nevét. 2012-ben Berlingot címmel beszélgetős műsort vezetett a francia televízióban. Mesterkurzusokat is kezdett tartani, mert úgy érezte, hogy a művészetek nincsenek eléggé jelen a francia iskolákban.
Petibonnak van egy Léonard nevű fia, aki Éric Tanguy francia zeneszerzővel folytatott korábbi kapcsolatából származik. 2015-ben férjhez ment Didier Lockwood jazzhegedűshöz, aki 2018-ban elhunyt.

## Felvételei
Az AllMusic és a Discogs nyilvántartása alapján.
| Megjelenés | Tartalom | Közreműködők | Kiadó                                                 |
| ---------- | --- | --- | ----------------------------------------------------- |
| 1994       | Niccolò Jommelli: Armida abbandonata                                                                           | Ewa Małas-Godlewska, Claire Brua, Gilles Ragon, Véronique Gens, Laura Polverelli, Cécile Perrin, Les Talens Lyriques, Christophe Rousset                                                     | Fnac Music                                            |
| 1996       | Méhul: Stratonice                                                                                              | Yann Beuron, Étienne Lescroart, Karl Daymond, Cappella Coloniensis, William Christie | Erato                                                 |
| 1998       | Offenbach: Orphée aux Enfers                                                                                   | Natalie Dessay, Laurent Naouri, Jean-Paul Fouchécourt, Yann Beuron, Ewa Podleś, Jennifer Smith, Weronique Gens, Steven Cole, Choeur et Orchestre De L'Opéra National De Lyon, Marc Minkowski | EMI Classics                                          |
| 1999       | Fast Cats and Mysterious Cows (Barber, Copland …)                                                              | The American Boychoir | Virgin Classics                                       |
| 1999       | Mozart: Die Entführung aus dem Serail                                                                          | Christine Schäfer, Ian Bostridge, Iain Paton, Alan Ewing, Jürg Löw, Les Arts Florissants, William Christie                                                                                   | Erato                                                 |
| 1999       | Amarillis (Purcell, Frescobaldi, Francesco Mancini …)                                                          | Jean-François Novelli, Amour et Mascarade | Ambroisie                                             |
| 1999       | Patricia Petibon en Concert (Stradella, Vivaldi, Alessandro Scarlatti, Rameau, Händel)                         | Les Folies Françoises Direction Patrick Cohen-Akénine | Disques Festival D'Auvers-Sur-Oise                    |
| 2000       | Haydn: Armida                                                                                                  | Cecilia Bartoli, Christoph Prégardien, Markus Schäfer, Scot Weir, Oliver Widmer Concentus Musicus Wien, Nikolaus Harnoncourt                                                                 | TELDEC                                                |
| 2002       | Airs Baroques Français (Rameau, Charpentier, Lully …)                                                          | Les Folies Françoises, Partick Cohën-Akenine | Virgin                                                |
| 2003       | French Touch (Gounod, Massenet, Delibes …)                                                                     | Orchestre et Chaur de l"Opéra National de Lyon, Yves Abel | Decca                                                 |
| 2004       | Les Fantaisies de Patricia Petibon (Bernstein, Barber, Händel …)                                               | Orchester de Chambre de Grenoble, Mark Minkowski; Les Folies Françoises, Partick Cohën-Akenine                                                                                               | Virgin                                                |
| 2004       | Gluck: Orphée et Eurydice (DVD)                                                                                | Magdalena Kožená, Madeline Bender, Orchestre Révolutionnaire et Romantique, Monteverdi Choir, John Eliot Gardiner                                                                            | RM Associates, Edizioni Del Prado                     |
| 2006       | Haydn: Orlando Paladino                                                                                        | Christian Gerhaher, Michael Schade, Elisabeth Von Magnus, Werner Güra, Malin Hartelius, Markus Schäfer, Concentus Musicus Wien, Nikolaus Harnoncourt                                         | Deutsche Harmonia Mundi, Sony BMG Music Entertainment |
| 2006       | Mozart: Die Entführung aus dem Serail (DVD)                                                                    | Klaus Maria Brandauer, Malin Hartelius, Patricia Petibon, Piotr Beczala, Boguslaw Bidzinski, Alfred Muff, Orchester der Oper Zürich, Christoph König                                         | Bel Air Classiques                                    |
| 2008       | Amoureuses (Haydn, Mozart, Gluck)                                                                              | Concerto Köln, Daniel Harding | Deutsche Grammophon                                   |
| 2010       | Rosso: Italian Baroque Arias (Antonio Sartorio, Stradella, Händel, Alessandro Scarlatti …)                     | Venice Baroque Orchestra, Andrea Marcon | Deutsche Grammophon                                   |
| 2010       | Orff: Carmina Burana                                                                                           | Hans-Werner Bunz, Christian Gerhaher, Daniel Harding, Symphonieorchester und Chor des Bayerischen Rundfunks                                                                                  | Deutsche Grammophon                                   |
| 2011       | Melancolía: Spanish Arias and Songs (Granados, Xavier Montsalvatge, Joaquín Nin, Villa-Lobos …)                | Orquesta Nacional de España, Josep Pons | Deutsche Grammophon                                   |
| 2012       | Nouveau Monde: Baroque Arias and Songs (José de Nebra, Henri de Bailly, Pucell, Rameau, Charpentier, Händel …) | La Cetra, Andrea Marcon | Deutsche Grammophon                                   |
| 2013       | Poulenc: Stabat Mater; Gloria; Litanies à la Vierge noire                                                      | Orchestre de Paris, Paavo Järvi | Deutsche Grammophon                                   |
| 2014       | La Belle Excentrique (Erik Satie, Léo Ferré, Francis Poulenc, Manuel Rosenthal …)                              | Susan Manoff, David Levi, Olivier Py, Christian-Pierre La Marca, Nemanja Radulović, David Venitucci, François Verly                                                                          | Deutsche Grammophon                                   |
| 2020       | L' Amour, la Mort, la Mer (Jean Cras, Nicolas Bacri, Villa-Lobos, Fauré, Lennon/Ono)                           | Susan Manoff | Sony Classical                                        |
|            | Berg: Lulu (Blu-ray)                                                                                           | Pavol Breslik, Michael Volle, Franz Grundheber, Wiener Philharmoniker, Marc Albrecht | Unitel Classica, EuroArts                             |